# Zona neutra Kuwait-Arábia Saudita

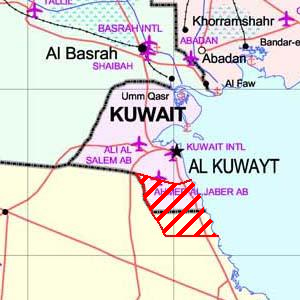
zona neutra Kuwait-Arábia Saudita.
(2 de Dezembro de 1922 – 18 de Janeiro de 1970)

A zona neutra Kuwait-Arábia Saudita, também conhecida como a área dividida, era uma área de 5.770 km ² localizada entre as fronteiras da Arábia Saudita e Kuwait, que foi deixado como indefinida quando a fronteira foi estabelecida entre os dois países pela Convenção de Uqair de 2 de dezembro de 1922. Esta Convenção estabeleceu que a área em litígio "os Governos de Négede e Kuwait manteriam igualdade de direitos até que, através dos bons ofícios do Reino Unido, se alcançasse um acordo completo entre Négede e o Kuwait".
Entretanto, houve pouco interesse em uma solução mais definitiva na chamada "zona neutra" até a descoberta, em 1938, de petróleo no campo de Burgan (Burqan) no Kuwait. Devido à possível existência de petróleo na zona neutra em si, em 1948-1949 os dois governos fizeram várias concessões a empresas privadas para a exploração, para mais tarde explorá-lo no âmbito de um acordo de operação conjunta.
As negociações sobre a partição começaram logo após que os governantes do Kuwait e da Arábia Saudita reuniram e decidiram, em outubro de 1960, a divisão da zona neutra. Em 7 de julho de 1965, os dois governos assinaram um acordo (que entrou em vigor em 25 de julho de 1966) para repartir e anexar ambas as partes a seus respetivos territórios. O acordo para a divisão de demarcação da zona neutra foi assinado em 17 de dezembro de 1967, mas não entraria em vigor após a troca dos instrumentos e da assinatura final, ocorrida no Kuwait em 18 de dezembro de 1969. Sua ratificação ocorreu em 18 de janeiro de 1970, sendo o contrato publicado no Diário Oficial do Kuwait em 25 de janeiro.